# SN 2005jn
SN 2005jn – supernowa typu Ia odkryta 26 października 2005 roku w galaktyce A001900-0016. W momencie odkrycia miała maksymalną jasność 21,70m.